# Stazione di Musei
La stazione di Musei era una fermata ferroviaria a servizio del comune di Musei, posta sulla ferrovia Decimomannu-Iglesias.

## Storia

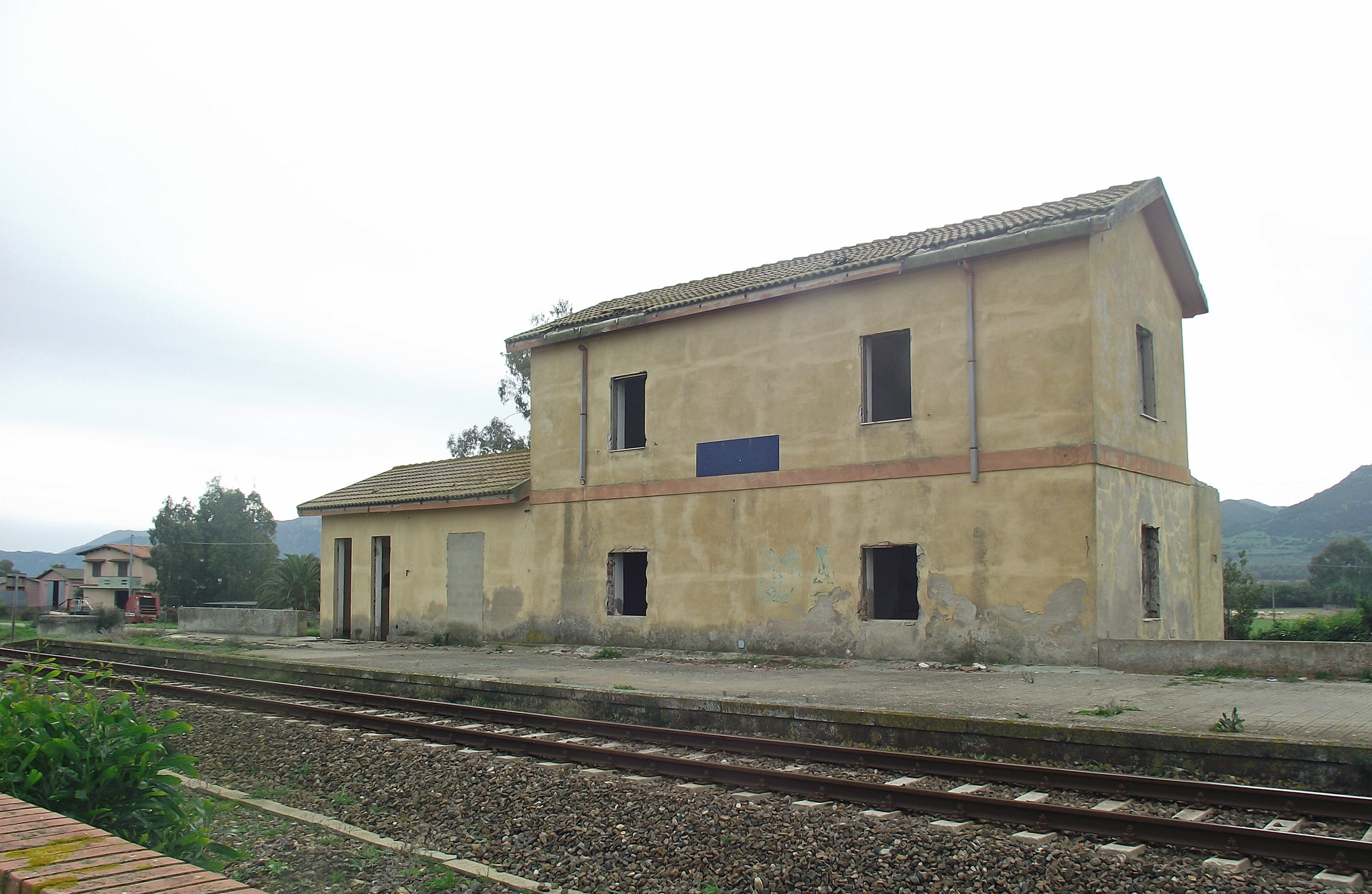
I resti del fabbricato viaggiatori dell'impianto, dismesso tra la fine del Novecento e i primi anni duemila

L'abitato di Musei sin dall'inaugurazione della Decimomannu-Iglesias (1872) fu servito da una stazione ferroviaria, situata nelle campagne a sud-ovest dell'abitato al confine coi comuni di Villamassargia e Domusnovas e portante in origine il nome del comune museghese. Tuttavia alcuni lustri dopo un nuovo impianto fu progettato a sud est del paese, a circa tre chilometri di distanza dalla originaria stazione di Musei. I lavori, portati avanti dalla Compagnia Reale delle Ferrovie Sarde, società costruttrice e concessionaria della ferrovia, furono completati nella seconda metà degli anni novanta dell'Ottocento. Il nuovo scalo prese il nome di Musei, mentre l'omonimo impianto preesistente fu ribattezzato in stazione di Villamassargia-Domusnovas.
Passata sotto la gestione delle Ferrovie dello Stato nel 1920, la fermata nel secondo dopoguerra vide diminuire progressivamente il numero di treni in sosta nell'impianto, sino a cessare il servizio passeggeri nella primavera 1980, data anche la possibilità per i museghesi di servirsi del vicino scalo di Villamassargia-Domusnovas. Nei decenni successivi la fermata fu infine dismessa definitivamente.

## Strutture e impianti

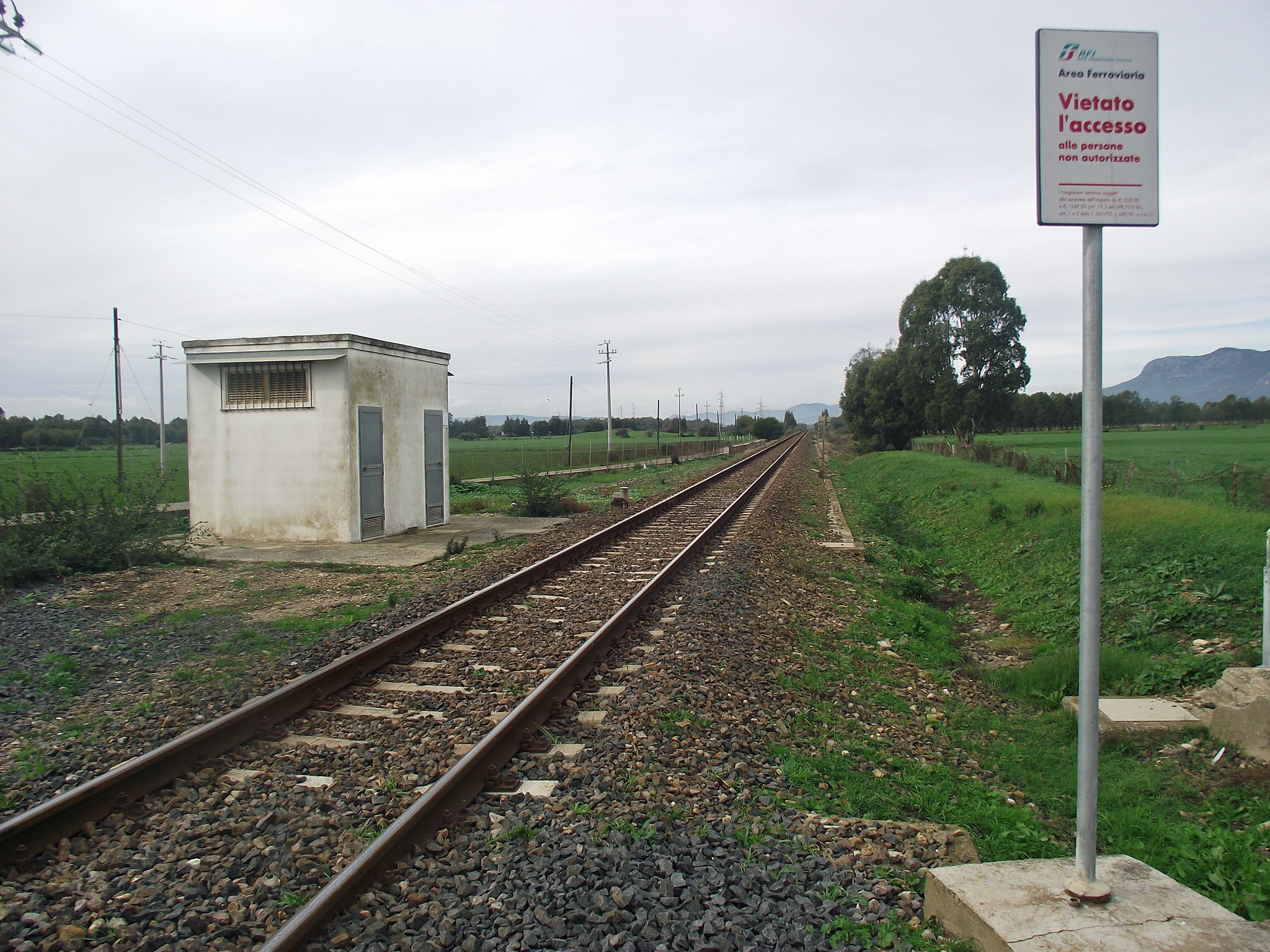
Il binario di corsa presente nell'impianto in direzione Villamassargia

La fermata già negli ultimi decenni prima della dismissione disponeva del solo binario di corsa per il servizio viaggiatori, a scartamento ordinario (1435 mm) non elettrificato, ancora utilizzato per il transito dei convogli lungo la Decimomannu-Iglesias.
Dal punto di vista degli edifici era dotata di un fabbricato viaggiatori, andato incontro ad un progressivo degrado dopo la chiusura della stazione, a pianta rettangolare ed esteso su due piani, con adiacente un prolungamento del piano terra.

## Movimento

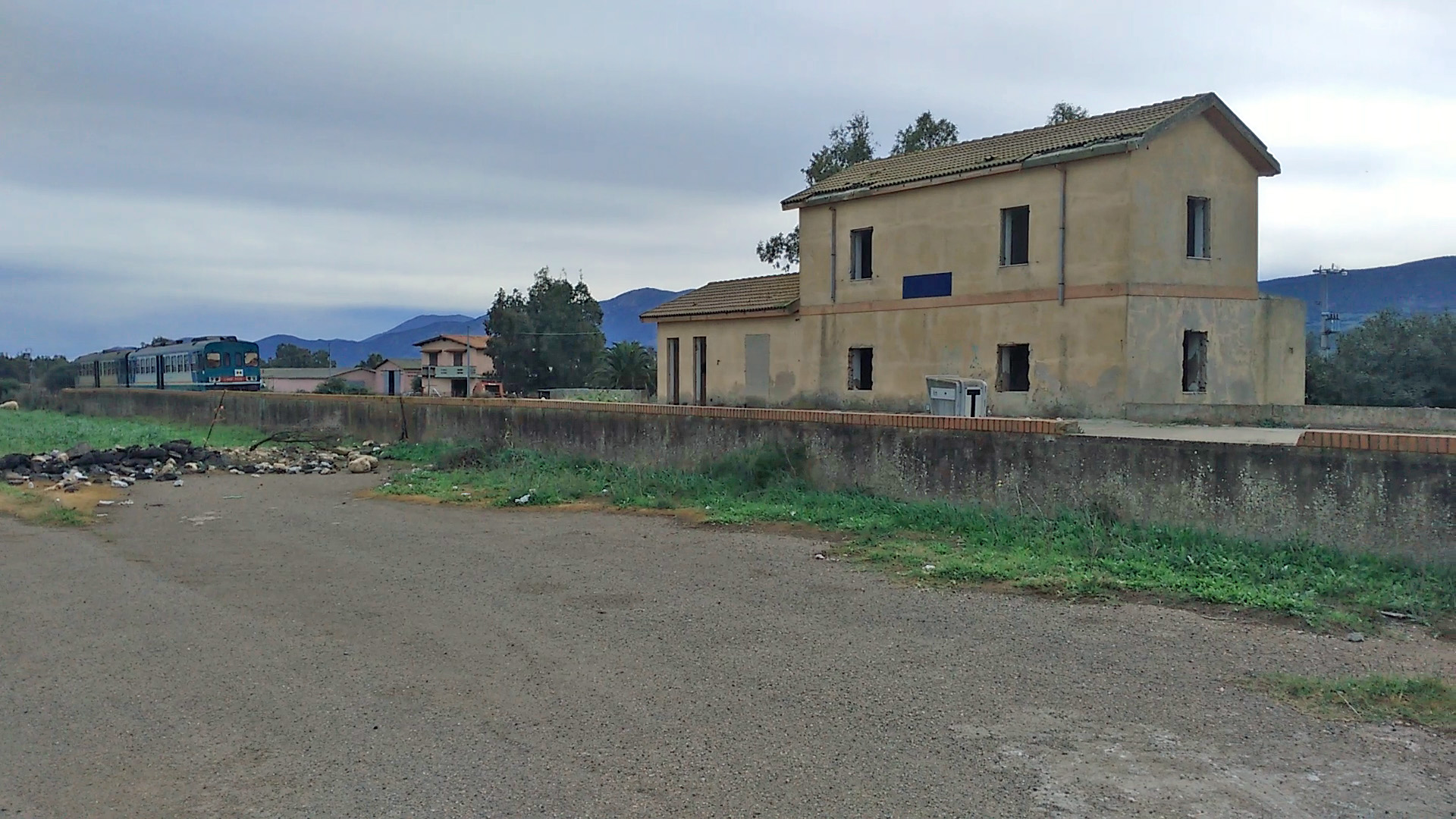
Convoglio di Trenitalia in transito nell'ex impianto. Il servizio viaggiatori nella fermata cessò negli anni ottanta

Dinanzi alla fermata i convogli ferroviari effettuano il semplice transito sin dagli anni ottanta. In precedenza la stazione era servita da treni regionali svolti da Ferrovie dello Stato.

## Servizi
Durante l'attività ferroviaria l'impianto era fornito di una sala d'aspetto e di servizi igienici.
- Sala d'attesa
- Servizi igienici